# Otago Boys’ High School
Die Otago Boys’ High School (OBHS) ist eine weiterführende Schule für Jungen in Dunedin, Neuseeland. Die Schule ist eine sogenannte Secondary School mit den Jahrgangsstufen von neun bis dreizehn und zählt zu den ältesten Schulen ihrer Art in Neuseeland.

## Geschichte
Die Otago Boys’ High School wurde am 3. August 1863 eröffnet und befand sich seinerzeit noch in dem Gebäude der heutigen Otago Girls’ High School. Das seinerzeit von dem Architekten Edmund Anscombe entworfene Gebäude wurde zu klein, als  am 16. Februar 1871 die Otago Girls’ High School gegründet wurde und anfangs mit zwei Klassenzimmern im Gebäude starteten. Das neue Gebäude für die Otago Boys’ High School wurde von dem Architekten Robert Arthur Lawson entworfen. Die Bauarbeiten begannen im Juli 1882 und wurde 1885 abgeschlossen.
Am 6. Juni 1984 wurde der sogenannte Tower Block der Schule vom Heritage New Zealand unter der Historic Place Category 1 unter Denkmalschutz gestellt.

## Die Schule heute
Die Schule unterrichtet derzeit im Schnitt rund 850 Schülerinnen pro Jahr, aufgeteilt in die sechs Jahrgangsstufen 9 bis 13, die die Altersklassen 13 bis 18 Jahre abdecken. Der Anteil von nicht europäisch abstammenden Schülern liegt bei ungefähr 23,5 %, wovon die Māori-stämmigen Schüler um die 16,5 % Anteil ausmachen und die Schüler, die einen asiatischen Migrationshintergrund haben, bei rund 12,5 % liegen. Die Schule nimmt auch Schülerinnen auf, die direkt aus anderen Ländern zu ihr kommen. Ihr Anteil liegt ungefähr bei 1,8 %. Die Schule ist heute eine teils offene und seit 2012 auch teils eine Boarding School. Die vier Häuser tragen die Nachnamen ehemaliger Schüler, wie John Aspinall, Archibald McIndoe, Keith Park und Charlie Saxton, die sich in späteren Jahren in Neuseeland verdient gemacht haben.
Die angebotenen Fächer der Schule gliederten sich Stand 2024 in:
- Language and Languages mit den Fächern: English, French, German, Te Reo Māori, ESOL, Advanced Literacy, English Literatur, English Visual
- Mathematics mit den Fächern: Mathematics, Calculus, Statistics
- Sciences mit den Fächern: Sciences, Agriculture, Sustainability, Horticulture, Biology, Chemistry, Physics, Earth and Space Science, Earth and Space Applied Science
- Social Studies mit den Fächern: Social Studies, Business Studies, Economics/Business, Classical Studies, Media Studies, Geography, History, Commerce, Media and Society, Accounting, Classical Studies, Business Studies, Tourism
- Health & Physical Education mit den Fächern: Health, Physical Education, High Performance Sports, Food and Nutrition, Mental Fitness, Outdoor Education, Sport Education
- The Arts mit den Fächern: Art, Music, Drama, Drama (with OGHS), Māori Performing Arts
- Technology mit den Fächern: Robotics, Design & Visual Communication, Digital Technology, Wood Technology, Metal Technology